# 안도 나오쓰구

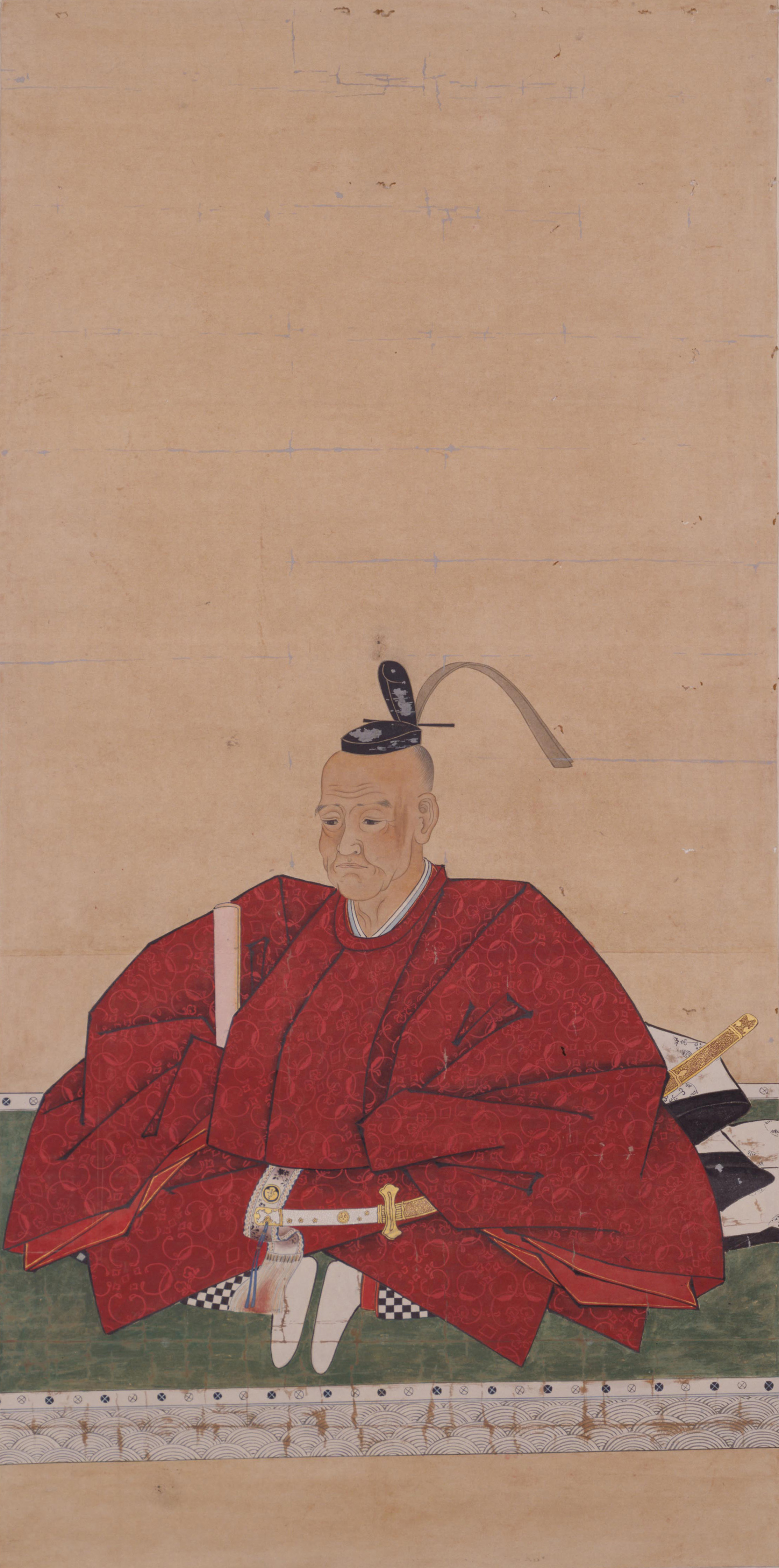
안도 나오쓰구

안도 나오쓰구(일본어: 安藤直次, 1555년 ~ 1635년 6월 27일)는 센고쿠 시대부터 에도 시대 전기까지의 무장, 다이묘이다. 기슈번의 초대 쓰케가로 겸 기이 다나베 번 초대 번주이다. 에도 막부에선 노중을 맡았다.
안도 모토요시의 장남으로 태어났다.

## 같이 보기
- 도쿠가와 이십팔신장
- 안도 시게노부 - 나오쓰구의 동생

| 전임 마쓰다이라 사다유키 | 가케가와번 번주 (미카와 안도가) 1617년 ~ 1619년 | 후임 마쓰다이라 사다쓰나 |

|  | 제1대 기이 다나베 번 번주 (미카와 안도가) 1619년 ~ 1635년 | 후임 안도 나오하루 |